# Święta Katarzyna (stacja kolejowa)
Święta Katarzyna – stacja kolejowa w Świętej Katarzynie, w województwie dolnośląskim, w Polsce.
W lipcu 2017 PKP podpisały z poznańską firmą Dota umowę na remont dworca. W ramach remontu zmieniono układ funkcjonalny pomieszczeń – w wyremontowanym dworcu znalazła się poczekalnia, toalety, punkt obsługi klienta oraz pomieszczenie dla opiekuna z dzieckiem. Obiekt dodatkowo został przystosowany do potrzeb osób z niepełnosprawnością. 8 października 2018 wyremontowany dworzec został udostępniony podróżnym. Ze stacji w Św. Katarzynie można się dostać do Wrocławia, Oławy, Raciborza i Opola. Przejazd do stacji Wrocław Główny zajmuje 10 minut.

## Ruch pasażerski
| Rok  | Wymiana pasażerska na dobę |
| ---- | -------------------------- |
| 2017 | 500-799                    |
| 2022 | 700-999                    |
| 2023 | 1 100                      |